# Lubeck Challenger 1997
Il Lubeck Challenger 1997 è stato un torneo di tennis facente parte della categoria ATP Challenger Series nell'ambito dell'ATP Challenger Series 1997. Il torneo si è giocato a Lubecca in Germania dal 10 al 16 febbraio 1997 su campi in sintetico indoor.

## Vincitori

### Singolare
Geoff Grant ha battuto in finale  Rainer Schüttler con il punteggio di 6–3, 6–3

### Doppio
Mathias Huning /  Joost Winnink hanno battuto in finale  Trey Phillips /  Chris Wilkinson con il punteggio di 7–6, 7–6